# Baryphyma

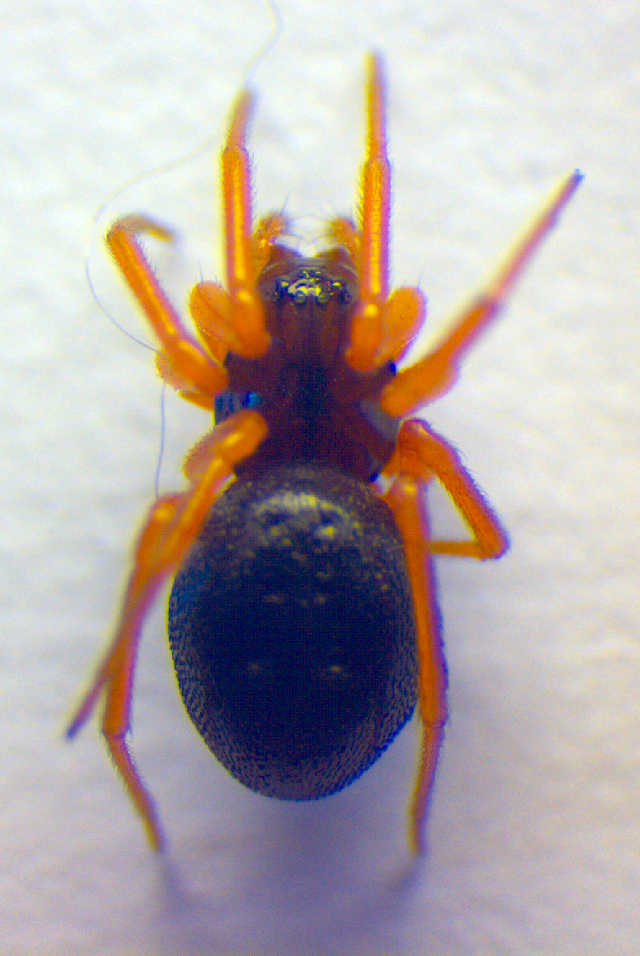
Baryphyma pratense na Coleção Zoologica do Estado de Munique.

Baryphyma é um gênero de aranhas da família Linyphiidae descrito por Eugène Simon em 1984.